# R U Tuff Enuff
R U Tuff Enuff è il terzo album della cantante statunitense Rebbie Jackson, pubblicato nel 1988.

## Tracce
1. Perfect Combination – 5:16
2. Read Between the Lines – 4:50
3. This Love is Forever – 4:40
4. R U Tuff Enuff – 4:10
5. Plaything – 4:56
6. Friendship Song – 4:32
7. Sweetest Dreams – 4:08
8. Distant Conversation – 5:17

## Classifiche
| Classifica (1988)               | Posizione |
| ------------------------------- | --------- |
| Classifica Rhythm and Blues USA | 58        |